# Madeungnyeong
Madeungnyeong (koreanska: 마등령) är en ås i Sydkorea.   Den ligger i provinsen Gangwon, i den norra delen av landet, 140 km nordost om huvudstaden Seoul. Madeungnyeong ingår i Sŏrak-sanmaek.